# Graus (geslacht)
Graus is een monotypisch geslacht van straalvinnige vissen uit de familie van de loodsbaarzen (Kyphosidae).

## Soort
- Graus nigra Philippi, 1887